# Модльнічка
Модльнічка (пол. Modlniczka) — село в Польщі, у гміні Велька Весь Краківського повіту Малопольського воєводства.
Населення — 1273 особи (2011).

## Демографія
Демографічна структура станом на 31 березня 2011 року:
|          | Загалом | Допрацездатний вік | Працездатний вік | Постпрацездатний вік |
| -------- | ------- | ------------------ | ---------------- | -------------------- |
| Чоловіки | 620     | 156                | 410              | 54                   |
| Жінки    | 653     | 137                | 400              | 116                  |
| Разом    | 1273    | 293                | 810              | 170                  |